# Rivoluzione zafferano
Per rivoluzione zafferano si è soliti designare le manifestazioni anti-governative che hanno coinvolto la Birmania (o Myanmar) a partire dal 18 settembre 2007. La protesta, condotta con metodi non-violenti soprattutto dai monaci buddisti e da attivisti dell'opposizione democratica, aveva lo scopo di obbligare la giunta dittatoriale al potere ad un'apertura democratica ed al rispetto dei diritti umani.
Causa scatenante delle proteste fu l'improvviso aumento del prezzo della benzina e dei generi alimentari dovuto all'interruzione dei sussidi governativi, su suggerimento del Fondo Monetario Internazionale. Le proteste, soffocate dalla giunta militare con arresti e minacce, hanno ottenuto il sostegno unanime della stampa e della politica occidentale, ed hanno coinvolto l'opinione pubblica protagonista di sit-in in molte capitali.

## Origine del termine
Il termine Rivoluzione Zafferano è un richiamo alle Rivoluzioni colorate, serie di proteste non-violente che hanno caratterizzato alcuni stati post-sovietici. Il colore Zafferano è stato scelto in riferimento alle vesti dei monaci che hanno condotto la protesta. La Rivoluzione Zafferano ha in comune con le rivoluzioni colorate le richieste di democrazia e la forma non violenta, ispirata anche agli scritti gi Gene Sharp tradotti in birmano ed in cinque dialetti locali.

## Sostegno occidentale
Gli sforzi degli attivisti pro-democrazia sono stati sostenuti attivamente dal Dipartimento di Stato americano e da diverse organizzazioni anche non governative. Nel rapporto del Dipartimento di Stato statunitense sulle attività di promozione della democrazia in Myanmar, successivo al Burmese Freedom and Democracy Act firmato da George W. Bush nel 2003, è spiegato e quantificato parte del sostegno all'opposizione birmana.
«La restaurazione della democrazia in Birmania è una delle priorità della politica statunitense nell'Asia meridionale. Per raggiungere questo scopo, gli Stati Uniti hanno sostenuto in maniera consistente gli attivisti democratici ed i loro sforzi. Tuttavia, l'organizzazione di una opposizione democratica in Birmania si è rivelata difficoltosa, visto l'uso del terrore, della tortura, di intimidazioni e di censura, operato della giunta militare. Il National Endowment for Democracy (NED) è stato in prima linea nel nostro programma atto a promuovere la democrazia e i diritti umani in Birmania fin dal 1996. Nell'anno 2003 abbiamo provveduto ad un finanziamento di 2,5 milioni di dollari che saranno utilizzati a beneficio dei gruppi di promozione della democrazia». Dallo stesso documento si apprende come gli Stati Uniti, mediante le agenzie governative, hanno inoltre finanziato corsi di formazione in Thailandia per giovani giornalisti birmani, radio "indipendenti", borse di studio all'estero. Le richieste del Dipartimento di Stato per l'anno fiscale successivo, il 2004, sono state quasi triplicate fino a raggiungere i 6,5 milioni di dollari.
A questo sostegno va sommato il sostegno offerto dalle altre organizzazioni non governative, spesso finanziate dallo stesso Dipartimento di Stato.